# Атанас Ходжов
Атанас Ходжов (на гръцки: Αθανάσιος Χότζας, Атанасиос Ходзис) е гъркомански революционер, деец на Гръцката въоръжена пропаганда в Македония от началото на XX век.

## Биография
Атанас Ходжов е роден във воденското село Владово, тогава в Османската империя. Присъединява се към пропагандата и от 1904 година е куриер на четата на Константинос Мазаракис. По-късно създава своя собствена чета и действа в района на Воден, Острово и Енидже Вардар. Отличава се в сраженията на Каракамен планина, край Месимер и Владово.